# Мейер, Макс
Макс Ме́йер (нем. Max Friedrich Meyer; 14 июня 1873, Данциг, Пруссия — 14 марта 1967, США) — германо-американский психолог и музыкальный теоретик.

## Краткая биография
Родился в семье ювелира. Образование получил в Берлинском университете, где изучал, физику, акустику и психологию.
В 1896 году (в возрасте двадцати трех лет) Макс Майер под руководством Макса Планка и Карла Штумпфа защитил докторскую диссертацию по музыкальной акустике: «Kombinationstöne und einige hierzu in Beziehung stehende akustische Erscheinungen» («Комбинации тонов и связанные с ними акустические явления»).
В самом конце XIX века иммигрировал из Германии в США. На протяжении ряда лет занимал должность профессора экспериментальной психологии Университета Миссури, где явился инициатором создания в 1900 году факультета психологии.
В 1930 году был избран председателем Ассоциации психологов Среднего Запада, а также президентом Южного Общества Философов и Психологов.
Считается одним из наиболее влиятельных психологов своего времени..

## Научный вклад
Научная деятельность Макса Мейера по большей части связана с исследованиями неврологических аспектов поведения, а также с изучением различных проблем и вопросов из области музыкальной акустики и музыкальной психологии.
Мейер явился соавтором Закона Липпса — Мейера, согласно которому законченность мелодических интервалов
определяется тем, может ли финальный звук конкретного интервала быть выражен числом 2 или кратным ему в натуральной дроби, выражающей соотношение нот между нотами интервала. А из этого следует, что порядок нот имеет значение. Если ноты чистой квинты, (выражаемой как 3/2) — например (до-соль) — будут представлены как <соль-до>, (2:3) то возникнет эффект незавершённости, в то время как порядок <до, соль> (3:2) будет придавать эффект законченности. Это мера стабильности и завершённости интервала. Следует заметить, что она близка к более распространённой шкале силы интервалов, определяемой их положением в натуральном звукоряде.
Макс Мейер разработал также авторскую схему «Tonality Diamond» («Ромб тональностей»), в методологической концепции которой наглядным образом раскрываются некоторые интересные математические закономерности, связанные с музыкальными тональностями и микрохроматикой.

## Основные научные труды
- Contributions to a psychological theory of music (1901).
- An Introduction to the Mechanics of the Inner Ear (1907).
- The Fundamental Laws of Human Behavior: Lectures on the Foundations of Any Mental or Social Science (1911).
- Psychology of the Other-One (1921).
- Abnormal Psychology (1927).
- The Musician’s Arithmetic (1929).
- How we hear: How tones make music (1950)